# Òscar Dalmau i Alcaine
Òscar Dalmau i Alcaine (Barcelona, 21 de gener de 1974) és un comunicador català que treballa a la ràdio, la televisió i DJ esporàdic sota el pseudònim de "Phil Musical".

## Biografia
Nascut al barri de la Bordeta al districte de Sants-Montjuïc, i fill d'un conegut ebenista, va començar la seva trajectòria a la Ràdio a Ona Popular de Sants, on va dirigir el programa Rap a Sac, amb setze anys. Posteriorment va començar a estudiar Periodisme a la Universitat Autònoma de Barcelona, però al cap de sis mesos va deixar-ho i es va matricular a Comunicació Audiovisual a la Universitat Pompeu Fabra, on finalment es va llicenciar. Allà va conèixer qui seria la seva inseparable parella laboral Òscar Andreu, més coneguts com els Òscars. Als inicis va ser becari d'El Terrat, va passar per diverses cadenes de ràdio i televisió i va col·laborar amb en Manel Fuentes en els programes La noche... con Manel Fuentes i cia, i Amb Manel Fuentes a TV3 i el programa de Catalunya Ràdio Problemes domèstics, reconegut amb un Premi Ondas.
Ha treballat col·laborant amb l'equip del programa de TV3 Polònia darrere les càmeres en la concepció dels guions, així com amb Crackòvia, tots dos de la productora Minoria Absoluta, així com el programa radiofònic Minoria absoluta a RAC 1 on hi va participar activament. També ha participat en el programa Vinagre com a guionista i a l'edició radiofònic d'Alguna pregunta més? de Catalunya Ràdio com a guionista i locutor. Setmanalment va redactar a l'Avui.
En l'actualitat codirigeix el programa de RAC 1 La competència, on posa veus a diferents personatges com l'Angelines, en Jep Cabestany, en Tebi, en Cirici, en Xosé Anton Pazos de Vieira, en KIM, cosí segon llunyà del Cotxe fantàstic, la Rosita de Tarot Rosita 24h, en Charly Carol, en Salvadoret de Ca'l Bajoco i posa veu també a altres personatges d'aparició esporàdica, també s'encarrega dels guions del programa juntament amb Òscar Andreu, Natza Farré, Oriol de Balanzó i Tomàs Fuentes. El programa va rebre un Premi Ondas a millor programa de ràdio l'any 2013.
Pel que fa a la televisió, va presentar el programa de TV3 El gran dictat (2009-2016) i va posar la veu en off al programa també de TV3 Caçadors de bolets (2004-2014). Va ser també presentador i codirector del programa de 8tv La Competència en color, que es va emetre un cop al mes durant les temporades 2011-2012 i 2012-2013. El diumenge 16 d'octubre de 2011 estrenà a TV3, un nou programa d'animació anomenat Jokebox, codirigit amb Òscar Andreu, que es va emetre fins al 5 de febrer de 2012.
El 16 de desembre de 2012 va presentar la Marató de TV3 contra el càncer, juntament amb Ariadna Oltra. En el mes d'abril de 2015, va tenir la seva primera filla amb la presentadora Thais Villas.
El 2018 Òscar Andreu i Òscar Dalmau fan el salt a la televisió per primera vegada com a tàndem còmic, i presenten junts el seu propi xou nocturn, La nit dels Òscars. El programa es cancel·là en abril de 2019.
El 2024 presentà l'especial "Nit de Reis" del SX3 juntament amb Maria Bouabdellah i David Its Me.

## Obra
- Dalmau, Oscar; Bayés, Pilarín (il·lustracions). ABCDari per a Adults.  Barcelona: Casa Catedral, 2016. ISBN 978-84-943860-3-9.[13]